# Deutsche Poolbillard-Meisterschaft 1985 (Herren)
Die Deutsche Poolbillard-Meisterschaft 1985 war die elfte Austragung zur Ermittlung der nationalen Meistertitel der Herren in der Billardvariante Poolbillard. Sie wurde in Aschaffenburg ausgetragen.
Es wurden die Deutschen Meister in den Disziplinen 14/1 endlos, 8-Ball und 8-Ball-Pokal ermittelt.

## Medaillengewinner
| Disziplin    | Gold                                | Silber                                   | Bronze                                 | 4. Platz                              |
| ------------ | ----------------------------------- | ---------------------------------------- | -------------------------------------- | ------------------------------------- |
| 14/1 endlos  | Norbert Lang (PBF Pirmasens)        | Robert Marzukewicz (Rot-Weiß Oberhausen) | Michael Niemann (Rot-Weiß Oberhausen)  | Waldemar Markert (TV Schweinheim)     |
| 8-Ball       | Norbert Lang (PBF Pirmasens)        | Waldemar Markert (TV Schweinheim)        | Uwe Heiligenhaus (Rot-Weiß Oberhausen) | Walter Wiegandt (Rot-Weiß Oberhausen) |
| 8-Ball-Pokal | Günter Geisen (Rot-Weiß Oberhausen) | Rudi Schneider (Olimpia München)         | Roland Habeck (PBV Sauerland)          | Gerald Pauritsch (Dortmund Ems)       |